# Tomoji Eguchi
Tomoji Eguchi (Hyogo, 22 april 1977) is een voormalig Japans voetballer.

## Carrière
Tomoji Eguchi speelde tussen 1996 en 2003 voor Vissel Kobe en Avispa Fukuoka.